# 加藤幸二郎
加藤 幸二郎（かとう こうじろう）は、日本のテレビプロデューサー。日テレアックスオン（AX-ON）代表取締役社長。

## 来歴・人物
1985年にIVSテレビ制作にアルバイトとして入社、『天才・たけしの元気が出るテレビ』のADとしてキャリアを開始する。1999年に日本テレビにディレクターとして中途入社。
主に棚次隆、吉川圭三、吉田真の下で演出、総合演出、プロデューサー、チーフクリエイターを務め、それらを経て2012年12月からはチーフプロデューサーに昇格。菅賢治、安岡喜郎から番組を引き継いだ。
2014年6月には制作局次長に昇進。
2015年6月1日付で制作局長代理に就任。また、担当していた番組は森實陽三、道坂忠久、伊東修チーフプロデューサーに引き継いだ。
2016年6月1日付で制作局長に就任。
2018年6月1日付で情報・制作局長に就任。
2019年6月1日付でAX-ONに出向し取締役副社長に就任。翌2020年付で現職。

## 現在の担当番組
- 24時間テレビ 「愛は地球を救う」

## 過去の担当番組

### チーフプロデューサー
レギュラー
- NexT
- ネプ&イモトの世界番付
- スクール革命!
- ミュージックドラゴン
- LIVE MONSTER
- 火曜サプライズ
- 幸せ!ボンビーガール
- 今夜くらべてみました
- 1億人の大質問!?笑ってコラえて!
- ぐるぐるナインティナイン
- 笑神様は突然に…
- バズリズム
- 満点☆青空レストラン
- 天才!志村どうぶつ園
- 東野・岡村の旅猿 プライベートでごめんなさい…(シーズン7)
- ザ!鉄腕!DASH!!
- 世界の果てまでイッテQ!
- キャラオケ18番

特番
- 超!真実決定トーナメント
- くりぃむしちゅーの!THE★レジェンド
- さまぁ〜ずの歌フリ!
- 人類700万年物語
- ものまねグランプリ
- 日テレ系人気番組No.1決定戦
- 関ジャニ7
- クイズ!?正解は出さないで

### プロデューサー
レギュラー
- クイズ発見バラエティー イッテQ!
- ミリオンダイス
- ショコラ
- オジサンズ11
- SUPER SURPRISE
- シャル・ウィ・ダンス?（演出兼任）

特番
- あらすじで楽しむ世界名作劇場

### 総合演出
特番
- 全国高等学校クイズ選手権（2003,2004年）

### 演出・ディレクター
レギュラー
- いつみても波瀾万丈
- ウッチャンウリウリ!ナンチャンナリナリ!!
- ウッチャンナンチャンのウリナリ!!
- ウンナン世界征服宣言
- 天才・たけしの元気が出るテレビ!!
- 世界あっぱれ最強祭!!
- 不可思議探偵団

特番
- 国民投票制導入!激闘!特番トーナメント

### その他
レギュラー
- 真夜中の嵐（監修）
- 地球は女で回ってる?（総合監修）
- 週刊!特ダ〜ネ家族!!（総合監修）

特番
- THE MUSIC DAY 音楽のちから（番組協力）
- 雷電為右衛門（構成）

## 作品
- ナトゥ 踊る!ニンジャ伝説（原案）
- LAST COP THE MOVIE（製作）